# Claus Sprick
Claus Sprick (* 3. Juni 1946 in Bad Rothenfelde) ist ein deutscher Jurist und Übersetzer. Von 1994 bis 2009 war er Richter am Bundesgerichtshof.

## Juristischer Werdegang
Nach Studium der Rechtswissenschaft und Referendariat trat Sprick 1973 im Lande Nordrhein-Westfalen in den Justizdienst ein. Während seiner Zeit als Richter auf Probe war er am Landgericht Essen und am Amtsgericht Essen-Werden tätig. Von 1975 bis 1976 wurde er in das nordrhein-westfälische Justizministerium abgeordnet und war dort am Justizprüfungsamt tätig. Während der Tätigkeit im Ministerium erfolgte die Ernennung zum Richter am Landgericht. Er war dann am Landgericht in Essen tätig und wurde 1987 Vorsitzender Richter am Landgericht Essen. Von 1988 bis 1991 erfolgte eine abermalige Abordnung in das Landesjustizministerium und 1991 bis 1994 in der Folge der Wiedervereinigung eine Abordnung an das Bezirksgericht Potsdam.
Claus Sprick wurde 1994 Richter am Bundesgerichtshof. Er gehörte dort dem XII. Zivilsenat an, der sich mit Mietrecht und Familienrecht befasst. Er wurde 2004 der Stellvertretende Vorsitzende des Senates und trat am 30. Juni 2009 in den Ruhestand. Sprick war maßgeblich an der Entwicklung des Kindschaftsverfahrensrechts in der höchstrichterlichen Rechtsprechung beteiligt. Beispiele sind das Grundsatzurteil zur Unverwertbarkeit heimlicher DNA-Tests bei Verfahren zur Vaterschaftsfeststellung oder zu den Voraussetzungen der Restitutionsklage bei Vaterschaftsfeststellungen, zur postmortalen Vaterschaftsfeststellung, zur Verwertung prozessordnungswidrig eingeholter gerichtlicher Abstammungsgutachten, die Ersetzung der Einwilligung bei Adoptionen und zur unwandelbaren Fixierung des Kindesnamens durch Einbenennung. Besonders hervor stach  Sprick durch seine Kenntnisse zum internationalen Recht. Er war daher Verfasser von Grundsatzurteilen zur Abgrenzungen zwischen der Anwendbarkeit von deutschem oder ausländischem Recht, zur Zuständigkeit bei der Anerkennung und Vollstreckung von Entscheidungen in Unterhaltssachen und in Ehe- und Sorgerechtssachen nach der europäischen Vollstreckungsverordnung, zur Auslegung des Haager Kindesentführungsabkommens oder zur Anwendung religiösen Rechts bei ausländischen Ehen. Im Mietrecht geht die Auflockerungsrechtsprechung des BGH, die Rechtsprechung zur Schriftform langfristiger Gewerberaummietverträge und gehen Urteile zu Mietbürgschaften, zur Verjährung und zu der Rückgewähr der Kaution nach Veräußerung des Grundstücks auf Claus Sprick zurück.
Claus Sprick wurde durch den Europarat 2002 bis 2007 als Gutachter zu Gesetzesentwürfen zum moldawischen Zivil- und Zivilverfahrensrecht, zum ukrainischen Handelsverfahrensrecht, zum montenegrinischen Obligationenrecht und zum Personenstandsgesetz des Kosovo beigezogen. Sprick wurde auch zum Ad-hoc-Richter am Europäischen Gerichtshof für Menschenrechte berufen.

## Übersetzer
Claus Sprick ist anerkannter Dolmetscher und Übersetzer für Englisch, Französisch und Russisch. Er ist Mitbegründer des Europäischen Übersetzerkollegiums, dessen Präsident er von 1990 bis 2021 war. Er übersetzte zahlreiche literarische Werke aus dem Französischen und Englischen.
Claus Sprick hat 1999 auch zwei Asterix-Bände in Ruhrdeutsch übertragen, Zoff im Pott und Asterix sein Ulligen.
Sprick lebt in Bochum. Er ist Mitglied im Verband deutschsprachiger Übersetzer literarischer und wissenschaftlicher Werke, VdÜ.

## Bücher, weitere Schriften
- (mit Klaus Birkenhauer) Hömma! Sprache im Ruhrgebiet Straelener Manuskripte Verlag 1984; wieder Klartext Verlag Essen 2009 ISBN 978-3-8375-0151-3 (12. Auflage)
- Nachrufe auf Klaus Birkenhauer, Übersetzen, Zs. des VdÜ, Sonderbeilage zu H. 1, 2001 S. 9ff. Einen der Gründer des EÜK würdigen hier außer Sprick Christa Schuenke, Inge von Weidenbaum, Helmut Frielinghaus, Eike Schönfeld u.v.a.m.--Zugang über das Heftarchiv: In linker Spalte aufzurufen